# Jennifer Schuble
Jennifer Schuble (ur. 8 lipca 1976) – amerykańska niepełnosprawna kolarka. Mistrzyni paraolimpijska w kolarstwie z Pekinu w 2008 roku. Pięciokrotna mistrzyni świata.

## Medale Igrzysk Paraolimpijskich

### 2012
- - Kolarstwo - trial na czas (500 m) - C4-5
- - Kolarstwo - sprint drużynowy - C1-5

### 2008
- - Kolarstwo - trial na czas - 500 m - LC 1–2/CP 4
- - Kolarstwo - trial na czas - LC 1–2/CP 4
- - Kolarstwo - bieg pościgowy indywidualnie - LC 1–2/CP 4